# Trahütten
Trahütten är en ort i Österrike. Den ligger i kommunen Deutschlandsberg i förbundslandet Steiermark, Orten var till och med 2014 huvudort i kommunen Trahütten som även omfattade orten Rostock och en del av orten Kruckenberg.